# Leyenda del origen troyano de los galos
La Leyenda del origen troyano de los galos es uno de los mitos del origen troyano de los pueblos europeos.
Los copistas y los autores de la Edad Media han informado y probablemente han hecho más complejo y adornado los textos más antiguos, adoptando gradualmente la tesis de un origen troyano común a los galos y los francos, mientras que un fondo legendario un poco similar se estaba desarrollando en Gran Bretaña. Este fondo legendario fue reconstruido a principios del Renacimiento, un período caracterizado por un marcado interés en la antigüedad. En el Renacimiento, los autores dan paso a la tesis de un origen galo de los troyanos, también a partir de autores antiguos griegos o romanos.
Mientras que la arqueología y una historia se apoyan sobre las bases más científicas del desarrollo, los textos de los cronistas medievales tuvieron intrigados a los historiadores del siglo XIX. Estos documentos, todavía son estudiados, incluso por historiadores como Colette Beaune, Jean-Louis Brunaux o Jacques Poucet.

## Atribución de un origen troyano a los galos en la Antigüedad
Según el arqueólogo e investigador del Centro Nacional para la Investigación Científica Jean-Louis Brunaux, algunas pueblos galos han reivindicado orígenes galos de Troya. El poeta Lucano escribió así: 

Les peuples arvernes qui osaient se prétendre frères du Latin et nés du sang troyen. por Jean-Louis Brunaux, la leyenda del origen de Troya de los francos, incluso si ella misma «es el resultado de la construcción de los clérigos no es la instalación firme en el espíritu de las personas de la Galia y sobrevivió hasta el Renacimiento únicamente porque encontró allí un sustrato favorable.»

 Esta leyenda establece un vínculo entre Grecia y la Galia, incluida la leyenda del paso de Heracles en la Galia: aquí se habría casado con la hija del rey de los celtas y civilizado este país; según esta leyenda, sería el fundador de Alesia y fue su hijo el rey Galathès que dio su nombre a los pueblos sobre los que gobernaba. En el siglo V, Sidonio Apolinar alude al origen de Troya de los galos, y más particularmente los arvernos.

## Atribución de un origen troyano a los galos en la Edad Media
De hecho, los francos y los franceses de la Edad Media consideraron su origen troyano como un elemento fundamental de su identidad. Pero para la idea de la unidad del pueblo, la existencia documentada de numerosas tribus, más de dos pueblos distintos sobre el territorio es lo que se convirtió en Francia: los galos y los francos, representaban una posible dificultad; algunos autores medievales para eludir esta dificultad, podían haber tratado de atribuir un origen común.
Las historias que describen el origen troyano de los francos han integrado gradualmente el tema del origen de Troya de los galos, tema mencionado por algunos autores latinos. Al final del siglo XII, Pierre Rigord introduce la idea de una llegada de troyanos en dos fases distintas, correspondientes a la instalación de los galos y de los francos. De acuerdo con este autor, en el 895 aC, veintitrés mil sobrevivientes de la ciudad de Troya fueron conducidos por el Duque de Ybor a la Galia donde fundaron Lutecia y otras impoortantes ciudades galas del siglo IX a. C.. Los francos son los descendientes de otros exiliados troyanos. Su llegada a la Galia bajo el liderazgo de un tal Marcomir en los últimos días del Imperio romano permitió la reunión de dos ramas del mismo pueblo.
La adición de este episodio tiene la ventaja de dar a los galos y a los francos los mismos antepasados troyanos. Los franceses de la Edad Media son por lo tanto de una mismo pueblo y no una mezcla, porque francos y galos son de la misma sangre. Este tema pasa en el texto de las Grandes crónicas de Francia, donde se dice que cuando Marcomir, hijo de Príamo de Austria desde la línea de Príamo de Troya, llegó a la Galia con sus compañeros, es decir, los francos, hicieron un pueblo con los descendientes de Ybor y sus hombres, es decir, los galos. La llegada de los francos no es una conquista, sino que corresponde a la reunión de diferentes ramas del mismo pueblo troyano separadas por la historia.
Además de las Grandes Crónicas de Francia, la idea de una instalación en dos lazos se repite en muchos textos, también por Jean de Paris, Honoré Bonet, Guillaume Cousinot 8 y muchos otros autores. Guillaume le Breton insiste en la buena recepción realizada por los galos a los francos y la unión entre estas dos ramas como resultado de una acción troyana común.
De Pierre Rigord, a los galos se les asigna su propia característica histórica. Por lo tanto, Jean de París evoca Breno y a los muchos líderes galos antes de la conquista romana. Raoul de Presles cita el gobierno de los druidas.

## Atribución de un origen galo a los troyanos al comienzo del Renacimiento
A comienzos del Renacimiento, el estudio de los textos antiguos despertó un mayor interés en los galos. La obra Illustrations de Gaule et Singularité de Troie de Jean Lemaire de Belges, publicado en 1500, opera una verdadera reconstrucción de la leyenda: La solución del autor no dona más troyanos antepasados a los galos, pero son los galos los antepasados de los troyanos. De acuerdo con este esquema, cuando los francos, descendientes de los troyanos y por lo tanto de los galos, se establecieron en la Galia, lo que hicieron era regresar a su patria de origen. Aquí nuevamente, la unidad de los galos y los francos es un tema primordial.
Jean Lemaire de Belges también establece un reporte dual a la tradición cristiana: uno en el origen de los galos, que son de Noé, el otro a las costumbres de los galos, cuya pura y elevada religión precede el cristianismo. Los galos son un pueblo educado, disciplinado por las leyes y la religión notables. El mismo autor describe la guerra de Troya después de Dares Frigio, Dictis Cretense y Homero y continúa con el establecimiento del príncipe troyano Francion en la Galia. Otros troyanos fundaron un estado alrededor de Sicambrie. Varios siglos más tarde, los descendientes de los fundadores de Sicambrie se dejan seducir por la bondad de Augusto y se someten a Roma. Luego emigran a Alemania y luego a Galia, donde los esperan los descendientes de Francion. Esta versión es comparable a las anteriores.
Pero Jean Lemaire de Belges, incluye estos eventos en una historia general de los galos que aparece en primer plano. Según él, Galia fue poblada por Samothes, cuarto hijo de Jafet. Sus sucesores reinaron sobre un pueblo educado, disciplinado por leyes, notable por su religión. Los galos construyen ciudades y crearon universidades. El hermano de uno de sus reyes fue proscrito por su familia: huyó a Asia y fundó Troya, trayendo al mundo griego la cultura gala. Al igual que los celtas de Galacia, Troya es de origen galo. Esta reorganización se centra en los galos nativos en la Galia desde tiempos bíblicos, lo que permite incorporar en el mito el origen de los galos, que la gran renovación de los conocimientos sobre la Galia en el siglo XV lo hizo posible.

## Uso político de la leyenda del origen troyano de los galos
La historia legendaria y sus variantes dieron lugar a varios usos políticos.

### Durante las Cruzadas
Los franceses de la Edad Media se consideraban herederos de los troyanos, los galos y los francos. Como tal, no podrían simpatizar con los griegos herederos de los destructores de Troya. Durante las Cruzadas, los cruzados franceses a menudo estaban en conflicto con los griegos y la leyenda del origen troyano se usaba para justificar las rivalidades entre los dos pueblos. Por lo tanto, Liquainus de Tours presenta la caída de Constantinopla en 1204 como la venganza de la captura de Troya por los griegos. Este evento permitió a ciertos autores como Roberto de Clari para justificar el desvío de la Cuarta Cruzada, presentada como una guerra justa de recuperación: los troyanos franceses recuperan los territorios de sus antepasados.

### Durante las Guerras de Italia
El rey Luis XII, cuya política italiana apuntaba a la recuperación de los milaneses en nombre del derecho de la sangre, utilizó el argumento troyano a gran escala entre 1507 y 1510. Una serie de obras de Martin Dolet, Christophe de Longueil, Valerand de Varannes y Pyrrhus Angleberme, desarrollaron una visión histórica común: las partes galas hacia el este fundaron la Galacia y Gallogrèce luego se establecieron en Troya, agitando el Asia. La Guerra de Troya termina con la huida de los exiliados que regresan a su antigua patria. Las cruzadas permiten la recuperación legítima de sus tierras anteriores y Carlos VIII de Francia, cruzó los Alpes siguiendo los pasos del galo Breno, consiguió tomar Roma. Luis XII a su vez se hace cargo de las ciudades de Lombardía y recupera las ciudades galas de la Galia Cisalpina. Para Jean Lemaire de Belges, la monarquía gala es el heredero legítimo de los cimientos de sus antepasados y Héctor aconseja a su descendiente rey de Francia una política de expansión.

### La nobleza de sangre
El primer traductor de De Guyse —del latín al bajo francés— muestra en su prefacio que la referencia al origen troyano todavía tiene una gran importancia en su tiempo:

(...) aquella exposición y traducción al placer de Dios estará abierta para todos, cristianos y señores, en la plenitud de dicha noble procreación y linaje, y cómo descendió el mundo muy reducto y muy poderoso señor de nobleza alta y excelente sangre de los troyanos; y por lo tanto la sangre más gloriosa y preciosa y engendrando linajes posteriores de la noble princesa Santa Valdetrudis, en su tiempo duquesa de Lorena, la Lorena, que se estableció —tal como aparece en el contenido de su historia— desde el río Escalda hasta el Haine en el frente de los países del país condado de Henao, Brabante, Hasbain, Namur, Lieja, Ardenas, Mosela que únicamente se le nombró Lorena hasta el río Rin inclusive, y Mosa (...)